# Paris-Conches
Paris-Conches est une course cycliste amateurs française, d'une distance de 160 kilomètres environ, disputée de 1910 à 1959 entre la capitale française et Conches-en-Ouche dans le département de l'Eure .
L'épreuve de 1910 fut consacrée aux coureurs indépendants.

## Palmarès
| Année | Vainqueur          | Deuxième           | Troisième           |
| ----- | ------------------ | ------------------ | ------------------- |
| 1910  | Paul Bourotte      | Fernand Baudrier   | René Douchin        |
| 1931  | Amédée Fournier    | Roger Lapébie      | Léger               |
| 1932  | Raymond Horner     | Dubois             | Jean Mabille        |
| 1933  | Raymond Horner     | Vincent Salazard   | Alfred Mechaly      |
| 1934  | Albert Carapezzi   | Raymond Lemarie    | Francesco Sigorini  |
| 1935  | Séverin Vergili    | Pierre Levert      | André Soulimant     |
| 1936  | Robert Charpentier | André Boucher      | Lucien Berthelot    |
| 1937  | Joseph Goutorbe    | Galliano Pividori  | Giuseppe Tacca      |
| 1938  | Lionel Talle       | Luigi D'Orlando    | Robert Panier       |
| 1939  | Armand Le Moal     | Gabriel Galateau   | Lionel Talle        |
| 1949  | Albert Boyer       | Serge Blusson      | Francis Siguenza    |
| 1950  | Pierre Lagrange    | Bernard Milan      | Roger Huet          |
| 1954  | Georges Roux       | Blaise Bertolotti  | Maurice Moucheraud  |
| 1955  | Vincent Allain     | Bernard Carratelli | Quémeneur           |
| 1956  | Maurice Moucheraud | Jean Molec         | André Le Dissez     |
| 1957  | Camille Le Menn    | René Pavard        | Jean Plaudet        |
| 1958  | Robert Sciardis    | Claude Cousseau    | Fernand Lamy        |
| 1959  | Guy Bonnargent     | Robert Sciardis    | Marcel De Crescenzo |